# Dol, Medvode
Dol je naselje v Občini Medvode.